# Mateași, Zinkiv
Mateași (în ucraineană Матяші) este un sat în comuna Udovîcenkî din raionul Zinkiv, regiunea Poltava, Ucraina.

## Demografie
Componența lingvistică a localității Mateași
     Ucraineană (100%)
Conform recensământului din 2001, toată populația localității Mateași era vorbitoare de ucraineană (100%).